# Звёздочка (техника)

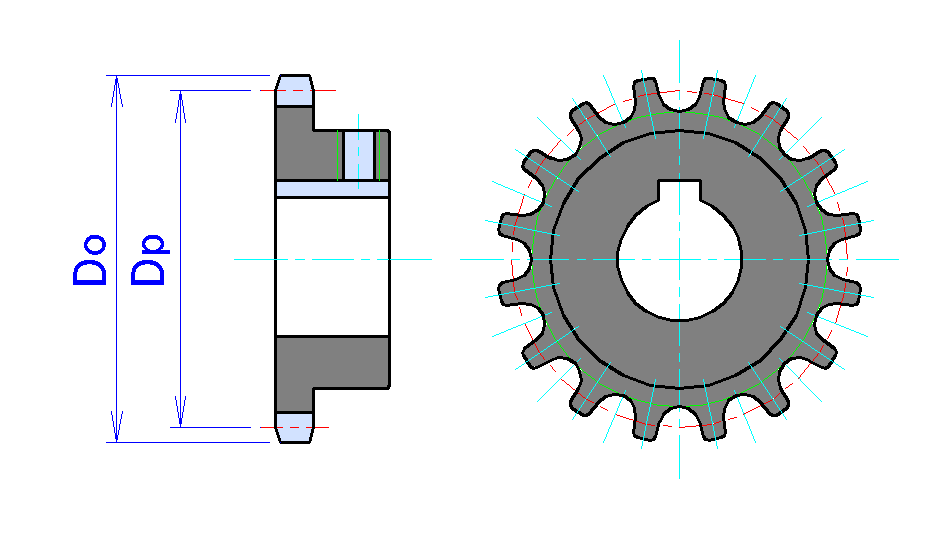
Тип звёздочки 16T
D_{o} — внешний диаметр звёздочки
D_{p} — диаметр зацепления

Звёздочка и роликовая цепь

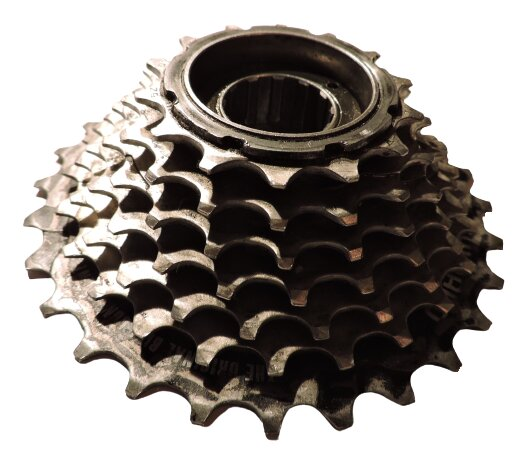
Велотрещотка на 7 звёзд

Звёздочка (довольно часто в строгой форме «звезда», также — цепное колесо) — это профилированное колесо с зубьями, которые входят в зацепление с цепью, гусеницей или с другими материалами с выемками или зазубринами. Звёздочки отличаются от зубчатых колёс тем, что никогда не входят в зацепление друг с другом непосредственно, и отличаются от шкивов (кроме шкивов для зубчатоременных передач) тем, что у звёздочек есть зубья, в то время как шкивы имеют гладкие ободы.
Звёздочки применяются в велосипедах, мотоциклах, автомобилях, гусеничных транспортных средствах, и в других машинах, в которых применение зубчатых передач является неподходящим. Они выполняют функцию передачи вращательного движения между двумя валами посредством цепной передачи или функцию сообщения линейного движения звеньям гусениц.
При использовании звёздочек в велосипедах можно изменять передаточное отношение цепной передачи путём перекидывания цепи на звёздочки разного диаметра (а значит, и количества зубьев). Такие звёздочки являются основой велосипедного переключателя скоростей.

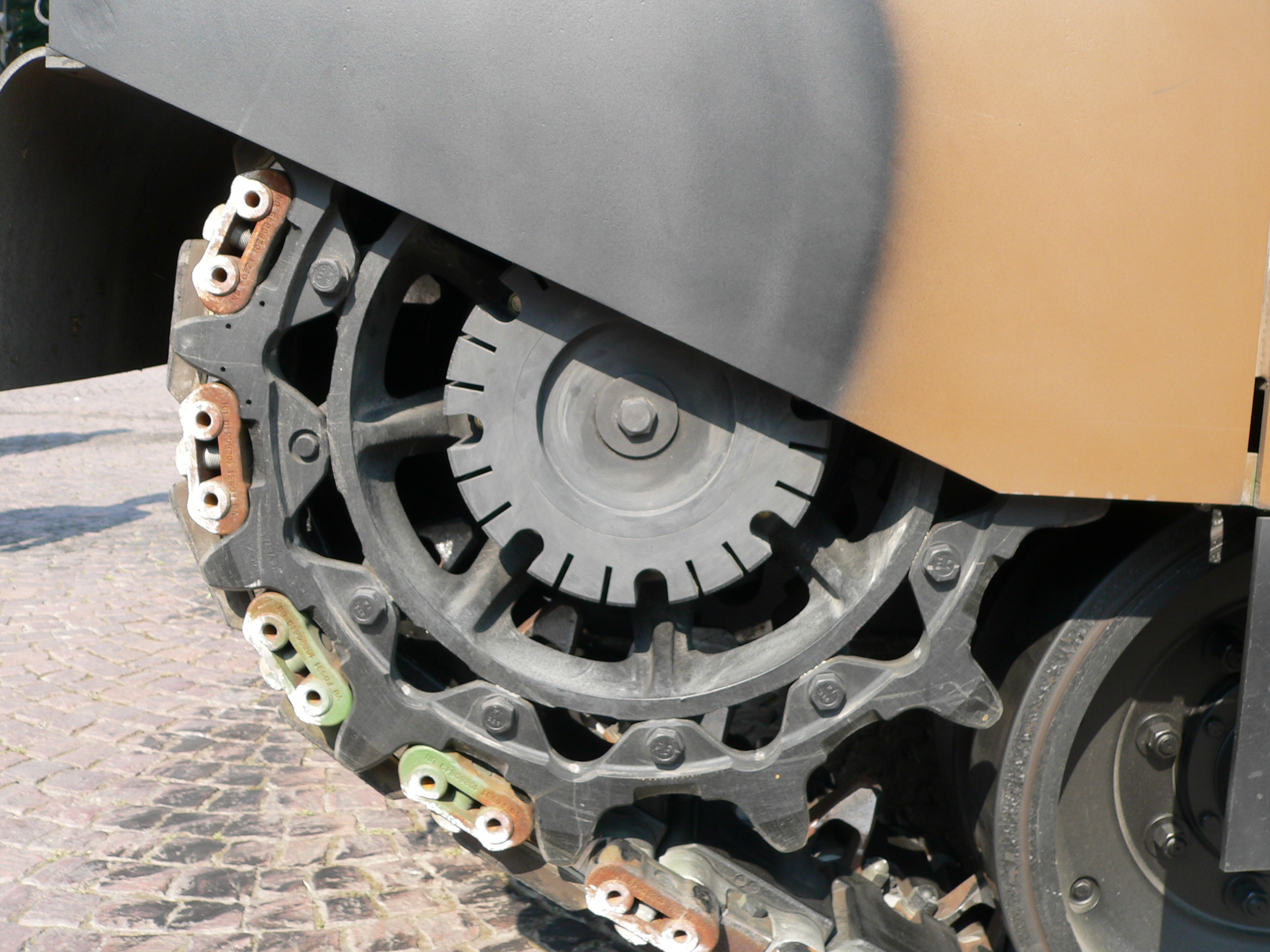
Звёздочка у танка

В транспортных средствах с гусеничными движителями приводимые от двигателя звёздочки можно располагать впереди или сзади машины, а в некоторых случаях и там, и там. Помимо этого может иметься также и третья звёздочка, приподнятая.
Звёздочки применяются также в механизмах протяжки киноплёнки в кинопроекторах и кинокамерах.
Звёздочки используются в механизмах подачи бумаги в некоторых компьютерных принтерах.